# معسكرات رأس العين
كانت مخيمات رأس العين معسكرات موت صحراوية بالقرب من مدينة رأس العين، حيث تم ترحيل العديد من الأرمن وذبحهم أثناء الإبادة الجماعية للأرمن. أصبح الموقع «مرادفًا للمعاناة الأرمينية».

## التاريخ
أصبحت رأس العين مكانًا للتجمع الرئيسي للأرمن المرحلين من الأناضول. بحلول سبتمبر 1915، بدأت مجموعات اللاجئين (تتكون عادة من النساء والأطفال) في الوصول بعد رحلة مرهقة. في أبريل 1916، أبلغ القنصل الألماني عن «مذبحة أخرى في رأس العين»: «يتم ترحيل 300 إلى 500 من المرحلين من معسكر الاعتقال كل يوم ويتم ذبحهم على مسافة 10 كم من رأس العين». في صيف عام 1916 بدأت الحكومة التركية جولات جديدة من المذابح في مناطق دير الزور والرقة ورأس العين. في عام 1916، ذُبح أكثر من 80,000 أرمني في رأس العين. ووفقًا للتقارير، وصلت في يوم واحد فقط 300 إلى 400 امرأة إلى المخيمات عارية تماماً ونُهبن من قبل الشيشان والدرك المحليين: «جميع الجثث، دون استثناء، كانت عارية تمامًا وأظهرت الجروح التي أصيبت بها أن الضحايا قتلوا، بعد أن تعرضوا لوحشية لا توصف». «لم يكن هناك خطأ في سرقة وقتل المرحلين، حيث أمر حاكم الولاية بقتل الأرمن المرحلين. دوري (ديري) بك، نجل الدفتردار التركي جمال بك من حلب، كان الجلاد السامي الرسمي للأرمن في رأس العين.» هذا الوحش، بعدما سرق مجوهراتهن، اختار الفتيات الصغيرات من عائلات جيدة وأبقاهن للحرملك.
ولعدة مرات، تم تصفية مخيمات بأكملها في رأس العين كاضطهاد ضد أوبئة التيفوئيد. وفقًا للسفير الأمريكي هنري مورغنثاو الأب، فقد كان وجود المسافرين الأرمن البائسين، وصولًا إلى رأس العين، «رعبًا طويلًا».

## أشهر المبعدين
- أرام أندونيان
- هوفانيس كمبيتيان (1894-1915)، وهو شاعر ومعلم، مات أثناء الترحيل في رأس العين في سن الحادية والعشرين.[12]

## في الثقافة الشعبية
تستخدم بعض مشاهد فيلم القطع عام 2014 تمثيلًا للمخيم.

## قائمة المراجع
- Survivors: An Oral History Of The Armenian Genocide, by Donald E. Miller, Lorna Touryan Miller, University of California Press, 1999, (ردمك 0-520-21956-2)

## روابط خارجية
- صور من معسكرات رأس العين